# Walther CP 88
Die Walther CP 88 ist eine Sport- und Trainings-Pistole, die Geschosse nach dem Prinzip einer Druckluftwaffe mittels komprimiertem CO2 verschießt. Das Design der Waffe ist dem der verbreiteten Polizeiwaffe Walther P88 entlehnt. Sie wird von Umarex hergestellt.

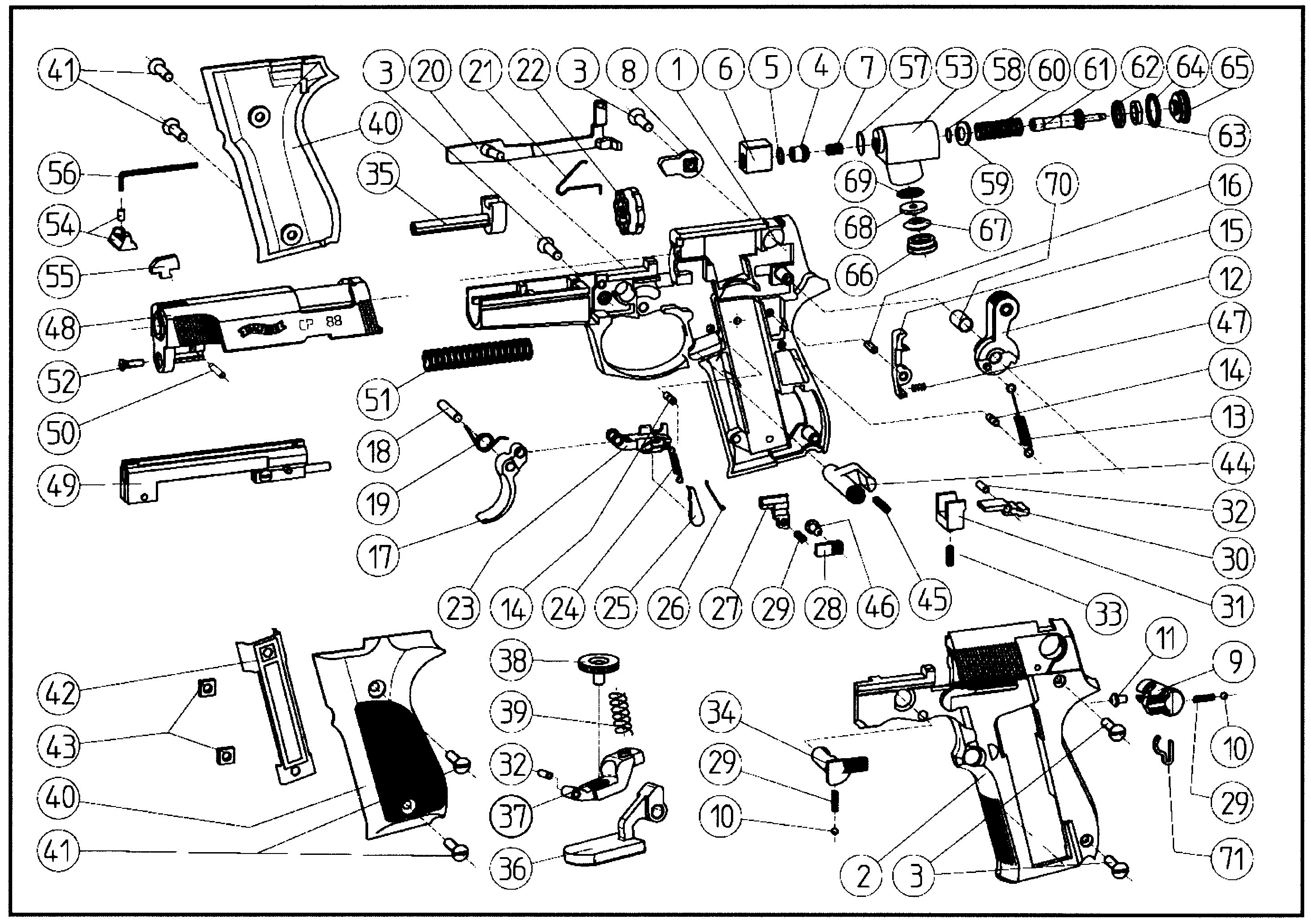
Explosionszeichnung der Walther CP 88

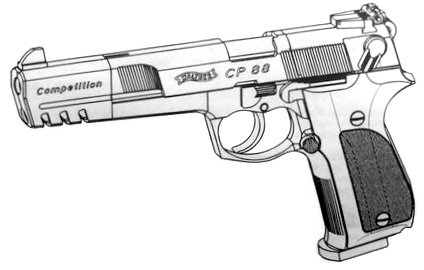
Walther CP 88 "Competition"

## Beschreibung
Das CO2 befindet sich in einer Gaskartusche mit einem Inhalt von 12 Gramm, die in den Griff der Waffe eingesetzt wird. Wie bei den meisten gasbetriebenen Waffen werden 4,5-mm-Diabolos verschossen, die in einer 8-Schuss-Trommel bevorratet werden. Für das sogenannte Plinking (zum Beispiel Schießen auf Dosen) können auch Stahlkernpellets verwendet werden, die von einigen Herstellern in der geforderten Maximallänge angeboten werden. Um eine einwandfreie Funktion der Trommel zu gewährleisten, sind Geschosslängen von allerhöchstens 6,9 mm (nach Herstellerangabe 6,5 mm) möglich, da die Höhe der Trommel 7 mm beträgt. Die Austrittsgeschwindigkeit von Standarddiabolos mit einer neu eingesetzten CO2-Kartusche wird mit 120 m/s („Competition“ mit 130 m/s) angegeben. Diese wird kontinuierlich reduziert, weil der Gasdruck nach jedem abgegebenen Schuss sinkt. Dies ist insbesondere bei schnell aufeinander folgenden Schüssen zu beachten, weil dies zu einer Temperaturabsenkung in der Waffe selbst wie auch in der CO2-Kartusche führt, was die Mündungsgeschwindigkeit verringert. Bei normalen Zimmertemperaturen sollten mit einer CO2-Patrone etwa 50 Schuss abgegeben werden können, ohne dass die Treffergenauigkeit leidet. Die Waffe schießt auf bis zu etwa 20 m Distanz präzise. Als Abzug kann sowohl das Single-Action- als auch das Double-Action-System verwendet werden. Die Trommel befindet sich unsichtbar im Inneren der Waffe, da es sich beim Vorbild um eine halbautomatische Waffe mit Stangenmagazin und nicht um einen Revolver handelt. Durch das Magazin ist es im Rahmen von Schießwettbewerben möglich, die Disziplin Schnellfeuer auszutragen, bei der der Schütze eine definierte Anzahl von Schüssen rasch hintereinander abgeben muss.
Da die CP 88 sehr professionell ausgestattet ist, verfügt diese über eine handbetätigte Schlagbolzensicherung, eine Abzugsicherung bei geöffnetem Verschluss, sowie eine automatische Fallsicherung.
Die Pistole ist wie ihr Vorbild aus Metall gefertigt und wiegt 1040 g, in der Version „Competition“ 1150 g. Geladen und mit angebrachtem Schalldämpfer werden bis zu 1300 g oder auch mehr erreicht. Dieses hohe Maß an Ähnlichkeit mit der „scharfen“ P88 bietet dem Sportschützen einen beachtlichen Realitätsgrad für das Trainingsschießen.

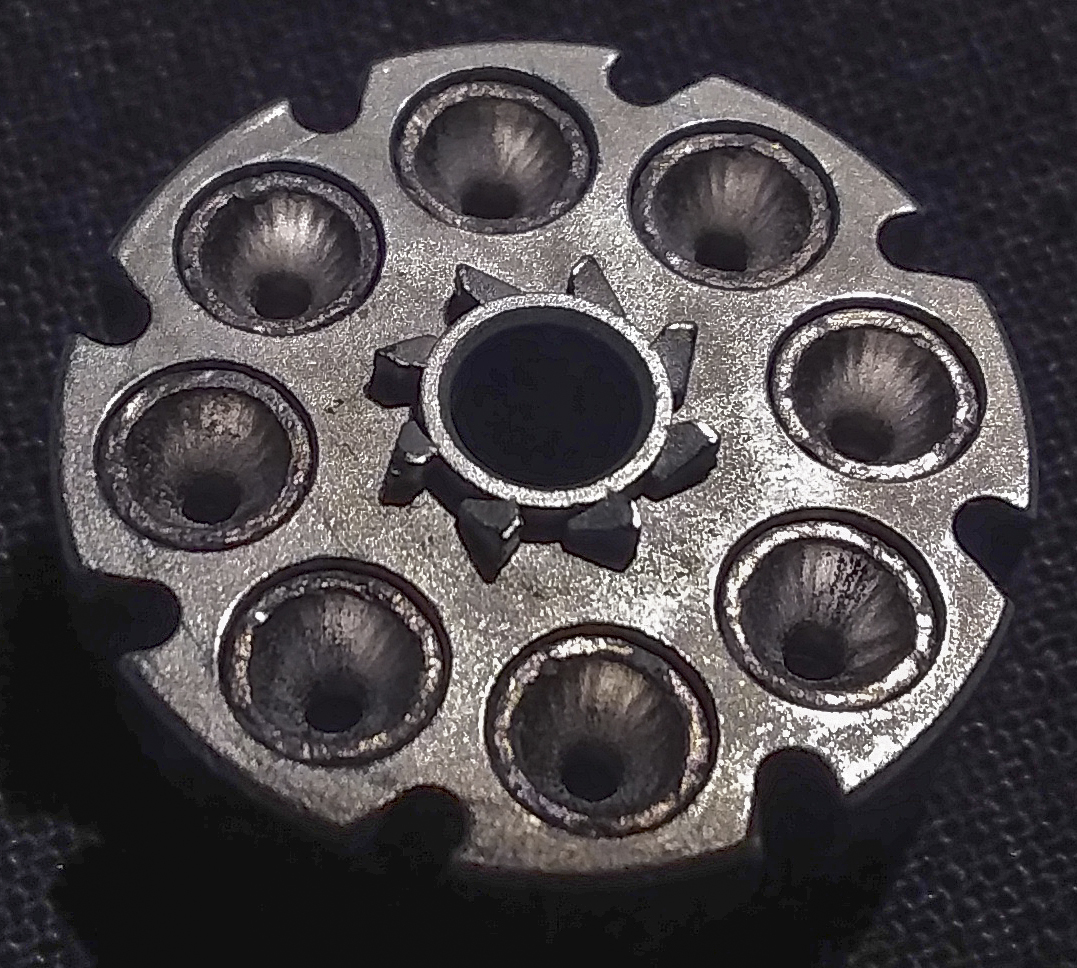
Trommelmagazin für die Walther CP 88 mit eingesetzten Diabolos
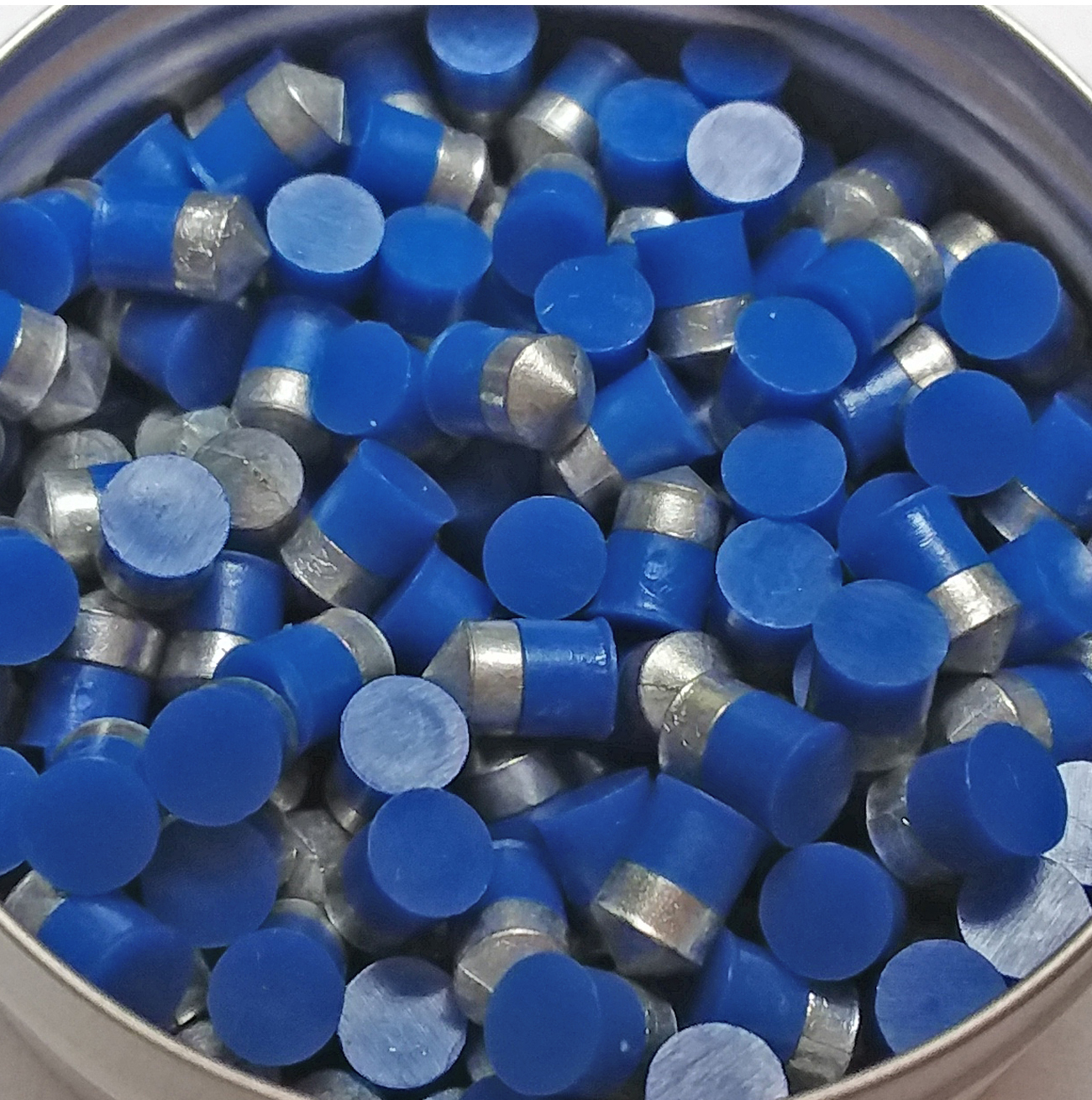
Stahlkernpellets (einsetzbar für das Plinking)
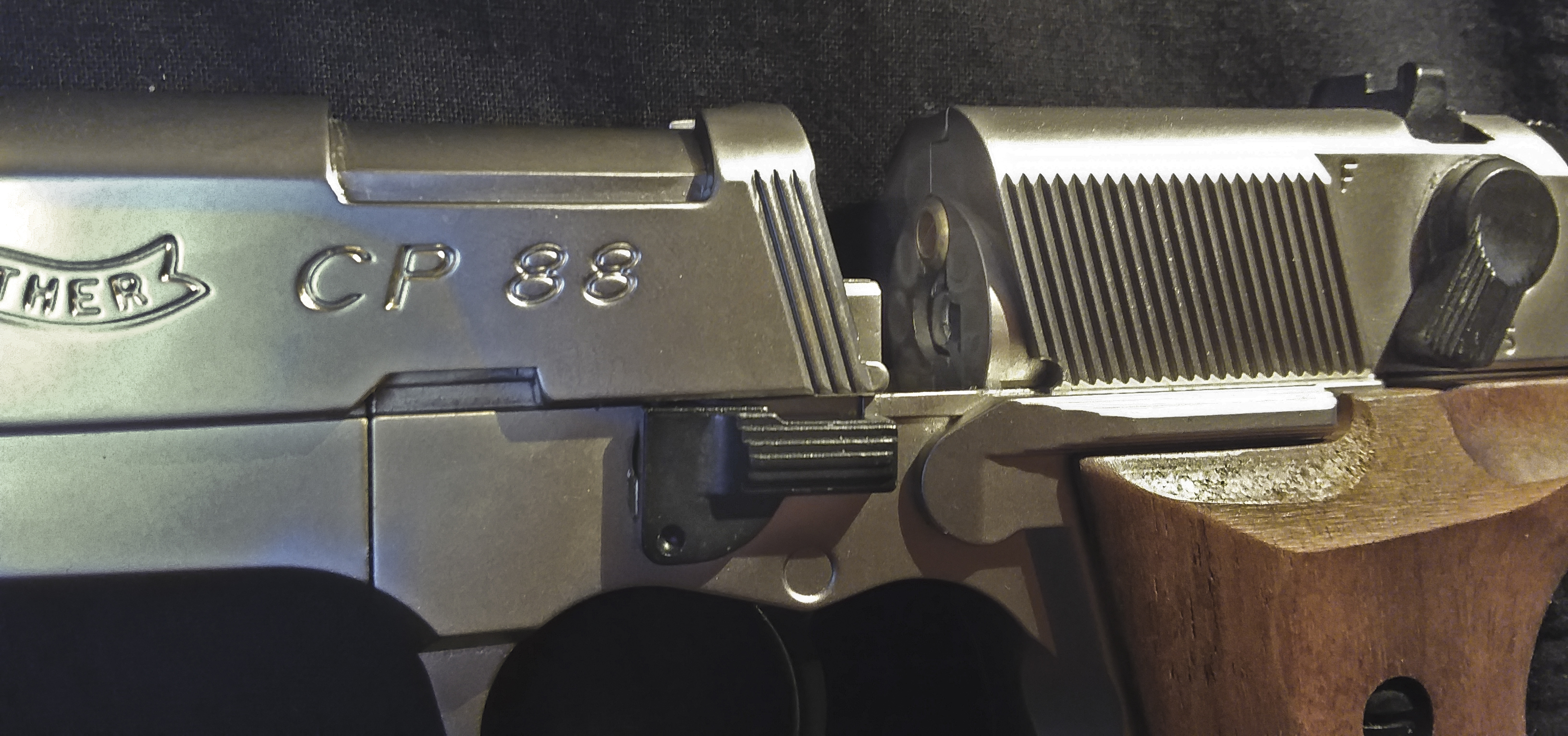
Öffnung für das Trommelmagazin
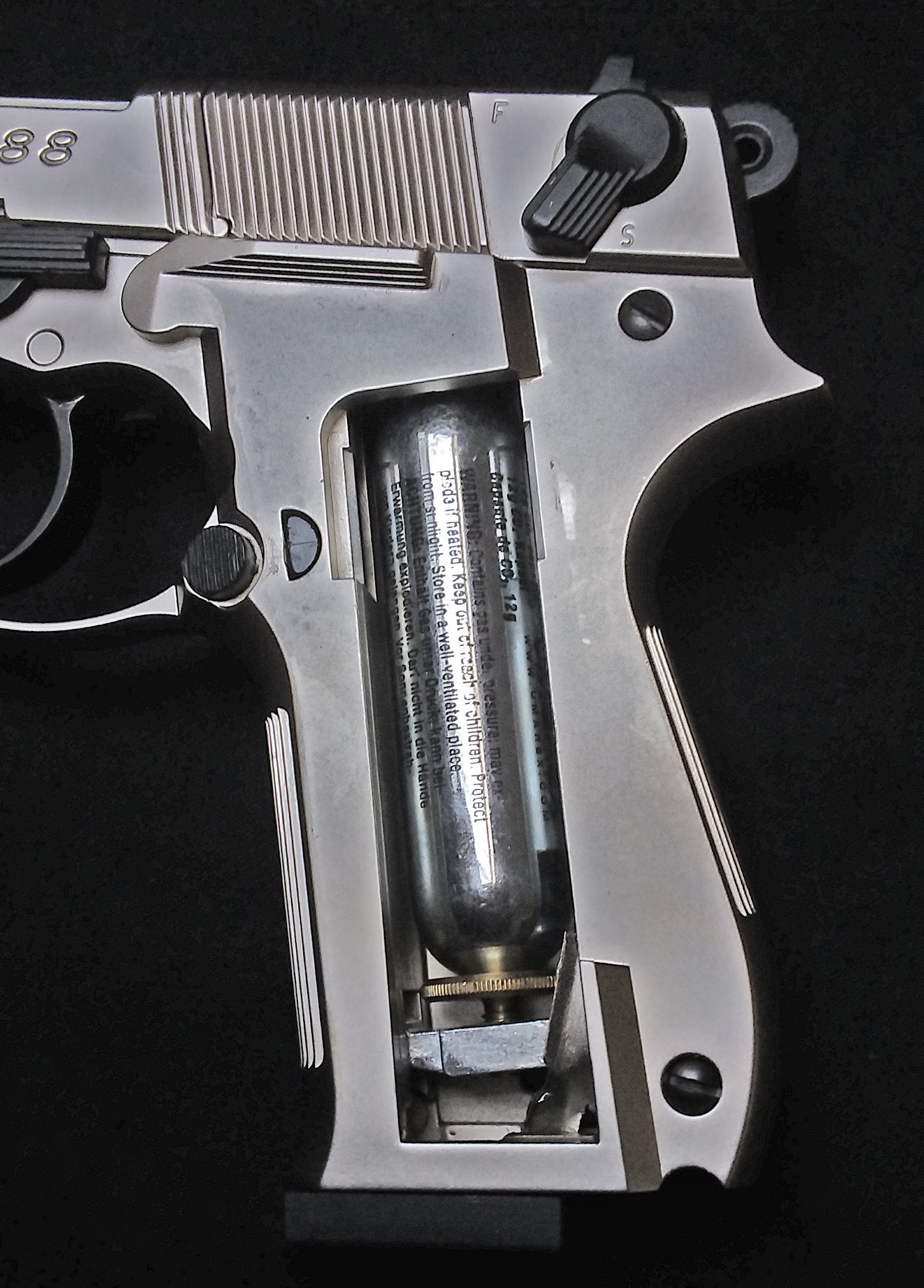
Griff mit eingelegter CO2-Kartusche
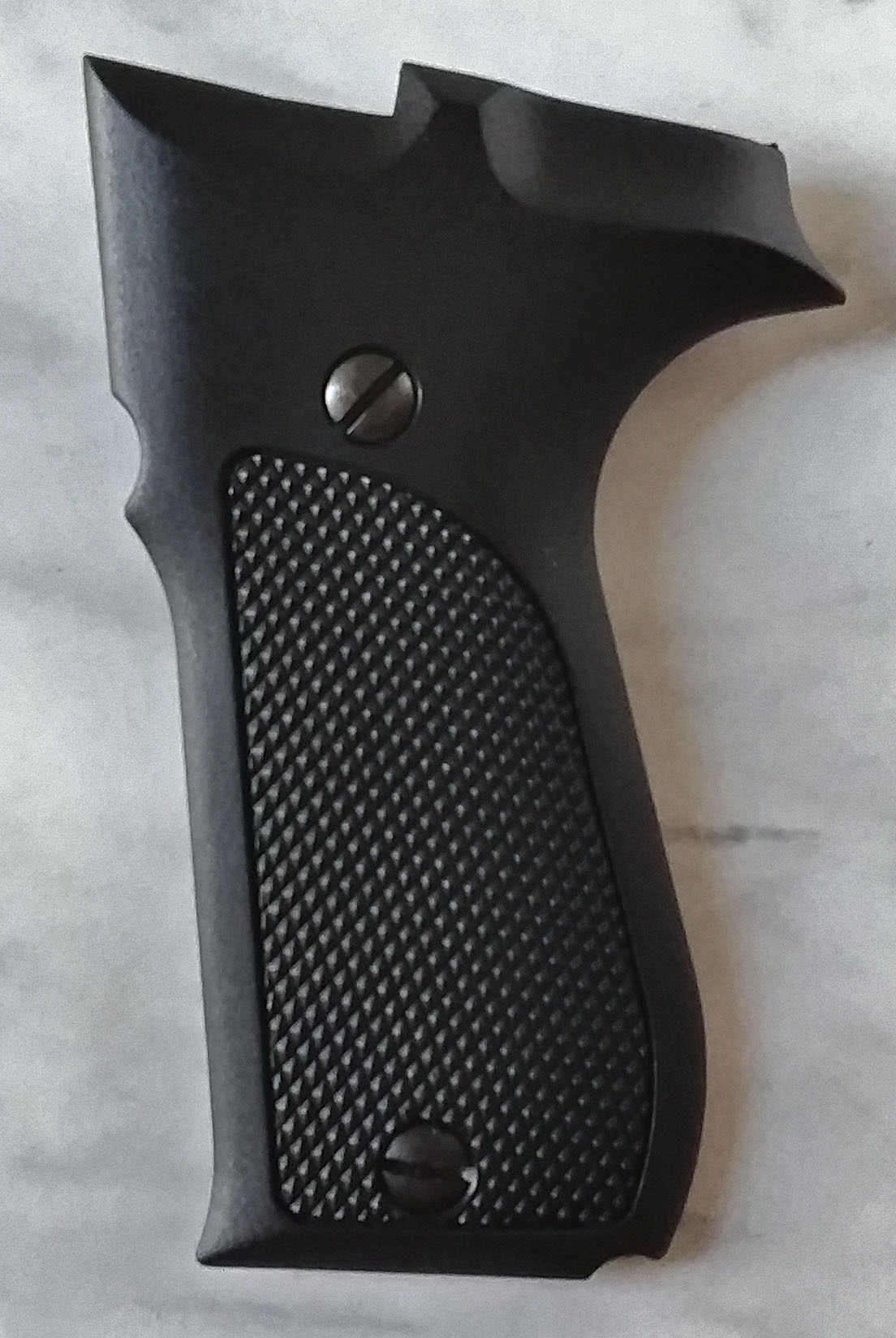
Standard-Kunststoffgriffschale
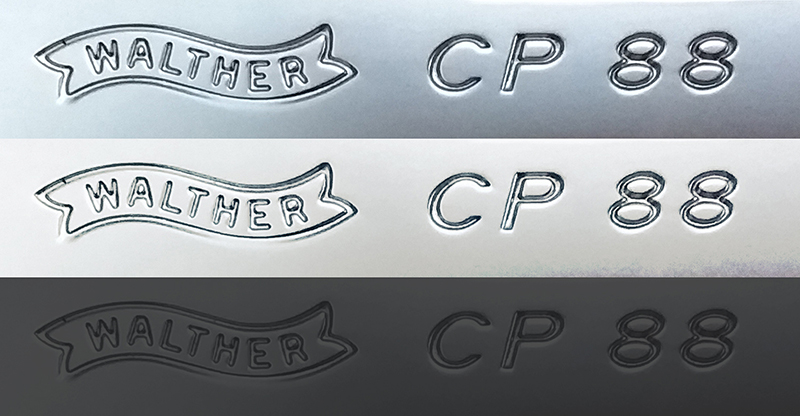
Oberflächen-Ausführungen der CP 88 (von oben): Polished Chrome, Nickel, schwarz brüniert

## Zubehör
Die Waffe kann unter Zuhilfenahme eines Adapters mit einem Schalldämpfer eines Drittanbieters ausgerüstet werden. Die Geräuschentwicklung wird je nach Dämpfer von knapp 80 Dezibel auf etwa 70 Dezibel verringert. Dabei ist zu berücksichtigen, dass durch den Schalldämpfer je nach Typ eine Zielerfassung durch die angebrachte Offene Visierung nicht mehr möglich ist.  In diesem Fall wäre über eine Adapterschiene die Verwendung eines Leuchtpunktvisiers erwägenswert. Als Standard ist ein seitenverstellbares, offenes Visier vormontiert. Dieses kann durch ein auch höhenverstellbares ersetzt werden, das als Sonderzubehör angeboten wird. 
Weil die CP 88 über ein Wechsellaufsystem verfügt, ist es machbar, den angebrachten 4″-  durch einen 6″-Lauf zu ersetzen, was zu einer theoretisch noch größeren Genauigkeit der Schussergebnisse führt. Die Bezeichnung der Waffe, die auch werkseitig bereits mit einem längeren Lauf verfügbar ist, lautet dann CP 88 „Competition“.
Die CP 88 ist in den Ausführungen „Polished Chrome“, „Nickel“ sowie „schwarz brüniert“ erhältlich. Außer mit Kunststoffgriffschalen lässt sich die Waffe auch mit Holzgriffschalen ausstatten.

## Rechtliches
Da die CP 88 eine Energie von weniger als 7,5 Joule besitzt, darf sie in Deutschland ab 18 Jahren frei und ohne Waffenbesitzkarte erworben werden. Zum Tragen in der Öffentlichkeit wäre hingegen ein Waffenschein erforderlich, der jedoch für Druckluftwaffen prinzipiell nicht ausgestellt wird.
Der sogenannte Kleine Waffenschein, der in Deutschland zum Führen von sogenannten Schreckschuss-, Reizstoff- und Signalwaffen berechtigt, reicht zum Führen von Druckluftwaffen nicht aus. Es ist dagegen erlaubt, die nicht schussbereite und nicht zugriffsbereite Waffe von einem Ort zum anderen zu transportieren, sofern der Transport der Waffe zu einem vernünftigen Bedürfnis umfassten Zweck oder im Zusammenhang damit erfolgt. (Waffengesetz §12 Abs. 3(2)). Die Waffe muss dabei ungeladen und sicher verstaut sein. Sollte gleichzeitig mit der Waffe auch Munition transportiert werden, müssen beide getrennt voneinander untergebracht sein. 
In Deutschland ist der Erwerb und die Verwendung eines Schalldämpfers an freien Waffen ab dem vollendeten 18. Lebensjahr auch ohne Waffenbesitzkarte erlaubt.
Die Geschosse für Druckluftwaffen unterliegen keinen waffenrechtlichen Bestimmungen.
Einer Erlaubnis zum Schießen mit einer Druckluftwaffe mit einer Energie von weniger als 7,5 Joule bedarf es nicht, wer in einer Schießstätte schießt. Das Schießen außerhalb von Schießstätten und darüber hinaus ist ohne Schießerlaubnis nur zulässig durch den Inhaber des Hausrechts oder mit dessen Zustimmung im befriedeten Besitztum, sofern die Geschosse das Besitztum nicht verlassen. (Waffengesetz §12 Abs. 4(1)). Außerhalb des eigenen Hauses, Gartens, Grundstückes und so weiter darf ohne Genehmigung auf keinen Fall geschossen werden.
Das Mindestalter für das Schießen mit Druckluftwaffen im Schießsport beträgt in Deutschland 12 Jahre, mit Ausnahmegenehmigungen auch schon ab 10 Jahren. Allerdings gilt dieses Alter nur für das Schießen in einem Verein unter Aufsicht. Im privaten Bereich ist Jugendlichen unter 12 Jahren jeglicher Umgang mit Druckluftwaffen untersagt.
In Österreich und der Schweiz ist die Anbringung eines Schalldämpfers verboten. 